# Webster (South Dakota)
Webster is een plaats (city) in de Amerikaanse staat South Dakota, en valt bestuurlijk gezien onder Day County.

## Demografie
Bij de volkstelling in 2000 werd het aantal inwoners vastgesteld op 1952.
In 2006 is het aantal inwoners door het United States Census Bureau geschat op 1757, een daling van 195 (-10,0%).

## Geografie
Volgens het United States Census Bureau beslaat de plaats een oppervlakte van
3,9 km², geheel bestaande uit land.

## Plaatsen in de nabije omgeving
De onderstaande figuur toont nabijgelegen plaatsen in een straal van 20 km rond Webster.

## Geboren
- Tom Brokaw (1940), journalist, tv-presentator en schrijver
- Brock Lesnar (1977), Professioneel worstelaar